# Єгінді (Улитауський район)
Єгінді́ (каз. Егінді) — село у складі Улитауського району Улитауської області Казахстану. Адміністративний центр та єдиний населений пункт Єгіндинський сільського округу.
Населення — 271 особа (2021; 309 у 2009, 627 у 1999, 666 у 1989).
Національний склад станом на 1989 рік:
- казахи — 100 %.